# 張岐 (弘治進士)
張 岐（ちょう き）は、明代の官僚。字は宗周。饒州府鄱陽県の人。
弘治15年（1502年）に進士となる。弘治17年（1504年）、張岐は李嵩に替わって華亭知県として着任。正徳2年（1507年）に陳祥へその任を引き継いだ。